# John Taylor (baixista)
Nigel John Taylor (Birmingham, 20 de junho de 1960) é um músico inglês, baixista e cofundador da banda pop rock britânica Duran Duran. A banda foi uma das mais famosas do mundo nos anos 80 e 90 graças a seus videoclips transmitidos em sequência nos primeiros tempos da MTV.

## Biografia
Taylor integrou o grupo de sua fundação em 1978 até 1997, quando o deixou para seguir carreira solo, aonde obteve enorme sucesso além da Inglaterra e restante da Europa também no Japão aonde lançou um CD chamado Brother no ano de 1999 com vendagem de mais de 30 milhões deste único CD só no mercado japonês no ano de 1999 aonde fora lançado, emplacando sucessos nas rádios nipônicas como "Fields Of Eden" e "Mister J" dentre outros. Seu maior sucesso solo foi em 1986 com "I Do  what I Do" cujo videoclipe fora estrelado por astros de Hollywood como Kim Basinger e o lendário ator e boxeador Mickey Rourke, além de por ele mesmo John Taylor. Gravou uma dúzia de álbuns, EPs e vídeos, além de participar e estrelar diversos filmes em Hollywood, um deles chamado "Sugar Town" de 1999 estrelando com Rosana Arquette que obteve certa bilheteria nos Estados Unidos e outro do ano de 2001 foi "Vegas, City of Dreams"  aonde John Taylor também é o ator principal e interpreta um magnata viciado em belas mulheres e em cocaína, também foi sucesso de bilheteria nos Estados Unidos. Também protagonizou outro filme de Hollywood intitulado "Room Service" no ano de 2000 também sucesso de bilheteria nos Estados Unidos. Retornou ao Duran Duran para uma reunião do grupo original em 2001 e continua como seu baixista até hoje.

## Vida pessoal
Depois de viver no auge da fama com a supermodelo dinamarquesa Renée Simonsen, com outras dezenas das mais belas mulheres modelos dos anos 80 são elas: Janine Andrews 1983 - 85 a bond girl de Octopussy; Jody Watley 1984 de Shalamar; Bebe Buell 1984; atriz australiana Virginia Hey 1985; a já citada modelo dinamarquesa Renée Simonsen 1985 89; atriz britânica Patsy Kensit 1986; Christy Turlington 1986 ela é a modelo do vídeo Notorious e da capa do álbum homônimo ela tinha 16 e John 26; a fotografa e socialite Amanda de Cadenet 1991-97 com quem teve uma filha Atlanta, ela tinha 18 anos e John 30. Atualmente ele é casado desde 1999 com a estilista britânica Gela Nash que é 7 anos mais velha do que ele. John Taylor é considerado pela mídia internacional, inclusive dos Estados Unidos como um dos maiores galanteadores da História da Música Mundial, pois namorou as mais belas mulheres do ShowBizz londrino, europeu e dos EUA. Teve problemas financeiros (não que abalasse totalmente sua estrutura econômica) devido aos gastos de passagens aéreas de ida e volta quase sempre de Londres para Nova York (EUA) só para visitar suas namoradas, perdeu quase metade do patrimônio pessoal só com passagens aéreas Londres - Nova York nos anos 80 e também 90. John não foi mais além em sua carreira, não obteve mais êxito principalmente na carreira solo devido ao excessivo uso de cocaína nos anos 80 e diz estar vivo nos dias de hoje por um milagre e muita sorte na vida.    